# 오토 기관
오토 기관은 니콜라우스 오토가 설계한 대형 고정 단일 실린더 내연 4행정 기관이었다.

## 유형
독일의 발명가 니콜라우스 오토와 그의 파트너 에우겐 란겐은 3가지 유형의 내연 기관을 설계했다. 이 모델은 실패한 1862년 압축 기관, 1864년 대기 엔진 및 1876년 오토 사이클 기관으로서 오늘날 "가솔린 기관"으로 알려져 있다. 다임러와 같은 다른 업체는 수송 용도로 오토 기관을 만들었다.